# Ле-Монетье-ле-Бен (кантон)
Ле-Монетье́-ле-Бен (фр. Monêtier-les-Bains) — кантон во Франции, находится в регионе Прованс — Альпы — Лазурный Берег, департамент Верхние Альпы. Входит в состав округа Бриансон.
Код INSEE кантона — 0513. Всего в кантон Ле-Монетье-ле-Бен входит 3 коммуны, из них главной коммуной является Ле-Монетье-ле-Бен.

## Коммуны кантона
| Коммуна           | Население, чел. (1999) | Почтовый индекс | Код INSEE |
| ----------------- | ---------------------- | --------------- | --------- |
| Ла-Саль-лез-Альп  | 976                    | 05240           | 05161     |
| Ле-Монетье-ле-Бен | 1 009                  | 05220           | 05079     |
| Сен-Шафре         | 1 569                  | 05330           | 05133     |

## Население
Население кантона на 2007 год составляло 3 656 человек.
| 1962  | 1968  | 1975  | 1982  | 1990  | 1999  | 2006 | 2007  | 2008 |
| ----- | ----- | ----- | ----- | ----- | ----- | ---- | ----- | ---- |
| 2 081 | 2 338 | 2 570 | 3 266 | 3 392 | 3 554 | —    | 3 656 | —    |